# Neuseeländische Küche
Die neuseeländische Küche gründet auf zwei Traditionen: der europäischen Küche und der Esskultur der indigenen Māori.

## Geschichte und Entwicklung der neuseeländischen Küche
Die früheren europäischen Siedler in Neuseeland brachten aus ihren Heimatländern Tiere, Pflanzen, Lebensmittel und ihre Esskultur mit und versuchten in Neuseeland die englische und schottische Küche einzuführen. Fleisch im Allgemeinen und Hammel im Besonderen waren ihr Hauptnahrungsmittel. Der Schuhmacher George Catley stellte fest: „This is the place for beef steaks and mutton … What with one good thing and another I am getting quite stout, and have every reason to like this country.“ (dt.: Hier ist der Ort für Rind- und Hammelfleisch. Mit all diesem guten Essen werde ich recht wohlbeleibt und mir gefällt dieses Land aus gutem Grund).
Zum Frühstück aßen vermögende Siedler „Porridge with new milk and cream a discretion“ (dt.: Hafergrütze mit frischer Milch und Sahne nach Geschmack), wie Lady Barker 1883 berichtete.

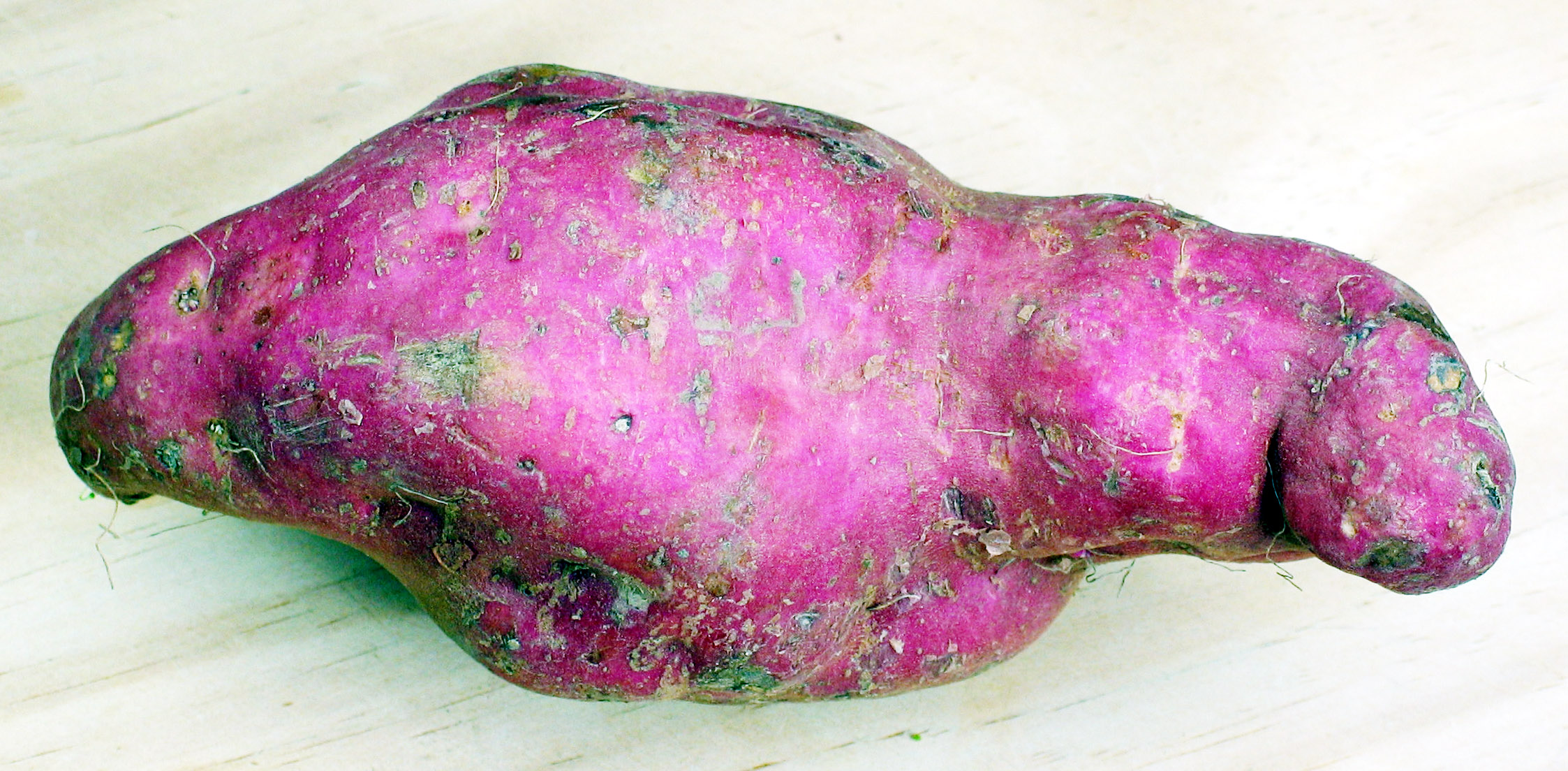
Kumara (Süßkartoffel)

Gleichzeitig nutzten die Māori zahlreiche essbare Beeren, Säfte, Fruchtfleisch und Pollenkörner in ihrer Küche. Sie aßen traditionell Wurzelgemüse wie Kumara (Süßkartoffel), Taro und Yams und viele Meeresfrüchte, weil Neuseeland nur wenig Fauna hat. Die ersten Missionare versuchten die Maori an europäische Nahrungsmittel anzupassen, aber nur mit wechselndem Erfolg. Die Māori haben spezielle Feierlichkeiten bewahrt, die in enger Verbindung mit ihrer traditionellen Esskultur stehen.
Die Küche der Pākehā (Nicht-Māori beziehungsweise Nicht-Polynesier) des 19. Jahrhunderts bis Mitte des 20. Jahrhunderts spiegelte die Faszination für neue Backöfen wider. Im Jahr 1951 berichtete der Schotte Eric Linklater, dass sich die Neuseeländer sehr für Gebäck und Backwaren aller Arten interessierten. „Damen bringt bitte einen Teller!“ war (und ist heute ohne „Damen“) eine typische neuseeländische Redewendung, die bedeutet, dass die zu einer Veranstaltung gehenden Frauen einen Teller voller Backwaren mitnehmen sollen. Die Biskuitgebäcke Lamingtons waren und sind besonders beliebt.

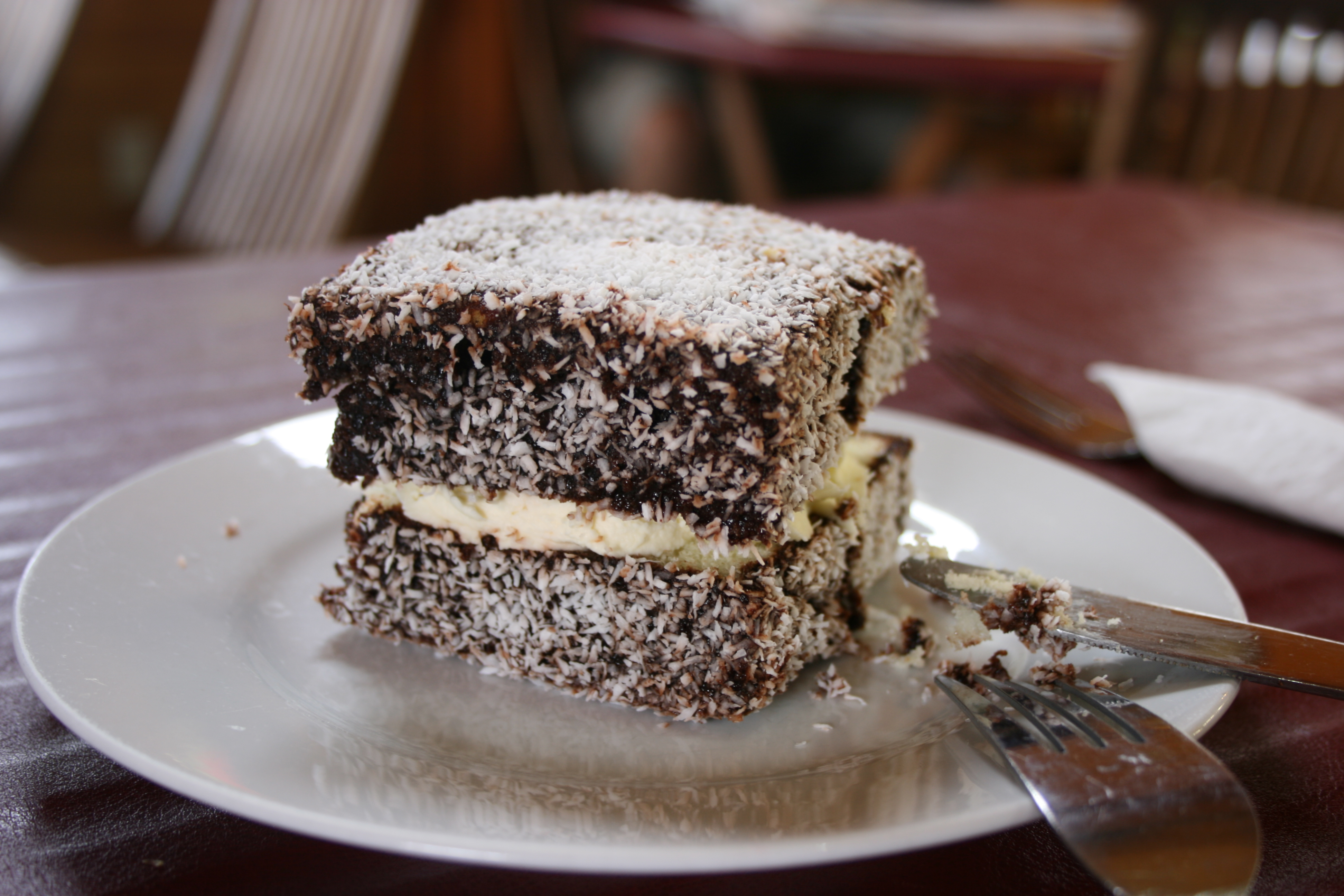
Lamington

Ab den 1960er Jahren wurde die neuseeländische Küche abwechslungsreicher und internationaler. Während früher nur wenige Restaurants in Neuseeland zu finden waren, stieg ihre Zahl immer schneller an. Es gab nicht nur traditionelle und ethnische Restaurants, sondern auch amerikanische und australische Fastfoodrestaurants wie Kentucky Fried Chicken (1970/71 in Auckland eröffnet), Pizza Hut (1975), Homestead (1975), und McDonald’s (1979).

### Aucklands Restaurants von 1961 bis 1986
| Jahr    | NL  | L   | E   | Summe |
| ------- | --- | --- | --- | ----- |
| 1961    | 92  | -   | 2   | 94    |
| 1965    | 125 | 15  | 7   | 140   |
| 1970-71 | 151 | 18  | 14  | 169   |
| 1975    | 160 | 57  | 38  | 217   |
| 1980-81 | 247 | 129 | 78  | 377   |
| 1986    | 168 | 203 | 113 | 560   |

NL: nicht lizenzierte; L: lizenzierte; E: ethnisch

## Landestypische Spezialitäten

### Hāngī
Hāngī, eine Art Erdofen, ist eine traditionelle Kochtechnik der Maori, um Fleisch, Geflügel, Gemüse und Süßspeisen zu garen.
Heute wird Hāngī als industrielles Fertig- und Tiefkühlgericht sowie als Schnellimbiss auch außerhalb Neuseelands angeboten.

### Fleisch und Fisch
Einige der typischsten Gerichte Neuseelands sind Lammbraten, Bluff-Austern und Fish and Chips. Lammbraten ist in Neuseeland als traditioneller sunday roast beliebt. Diese Tradition stammt von britischen Immigranten. Lammbraten wird normalerweise mit gebratenen Kartoffeln, Kumara (Süßkartoffeln) und Kürbis sowie grünen Erbsen und mit Braten- oder Minzsoße serviert.
Bluff-Austern sind eine neuseeländische Delikatesse. Sie gelten als die fleischigsten und saftigsten Austern der Welt. Sie können nur von März bis August gegessen werden und kommen ausschließlich aus Bluff, Heimathafen der Foveauxstraßen-Austernflotte.

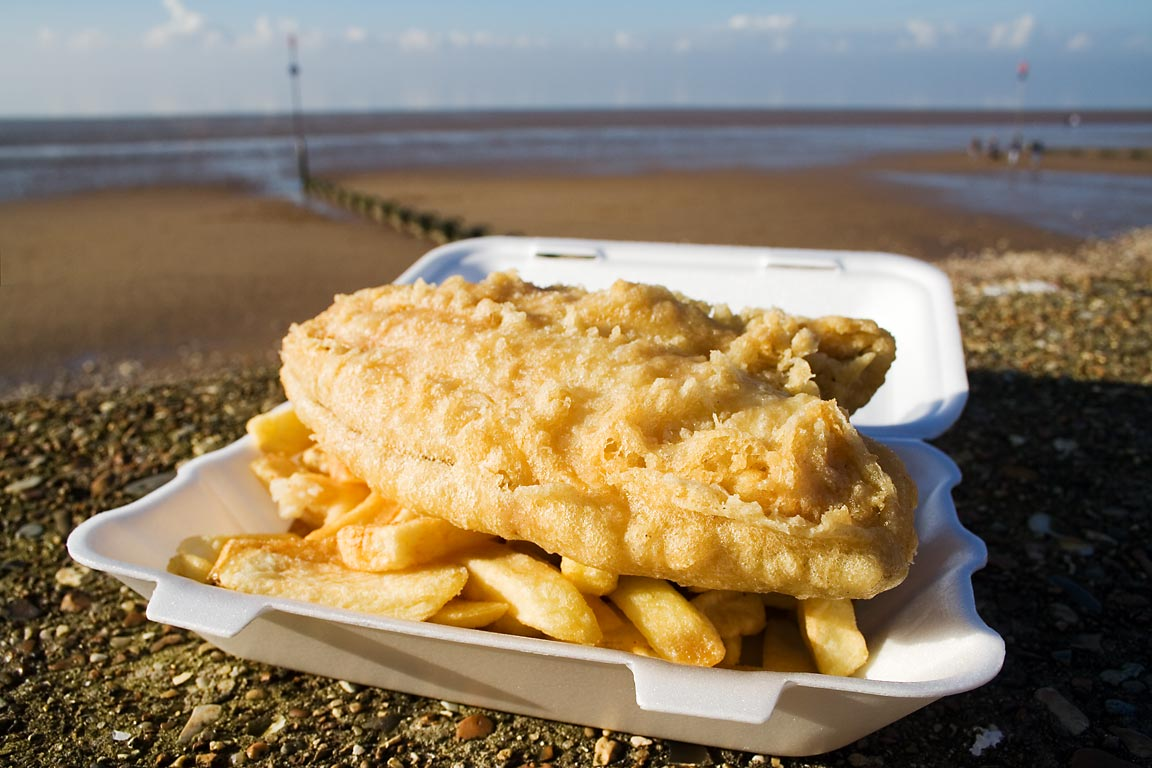
Fish and Chips

Fish and Chips (frittiertes Fischfilet in Bierteig mit Pommes frites) ist das beliebteste Fastfoodgericht Neuseelands, vergleichbar mit der Beliebtheit von Schnitzel mit Pommes in Deutschland. Die Fischsorte ist normalerweise Tarakihi, Hoki, Cod oder Snapper, je nach der Lage des Geschäfts.

### Pasteten
Zu den typischen neuseeländischen Spezialitäten zählt eine Vielfalt an Pasteten wie meat pie (Fleischpastete), minced pie und sausage roll (Wurst im Blätterteigmantel). Die typische neuseeländische Pastete wird mit Rindfleisch, Lammfleisch, Fisch oder Gemüse gefüllt. Im Durchschnitt konsumiert jeder Neuseeländer 15 Fleischpasteten pro Jahr.

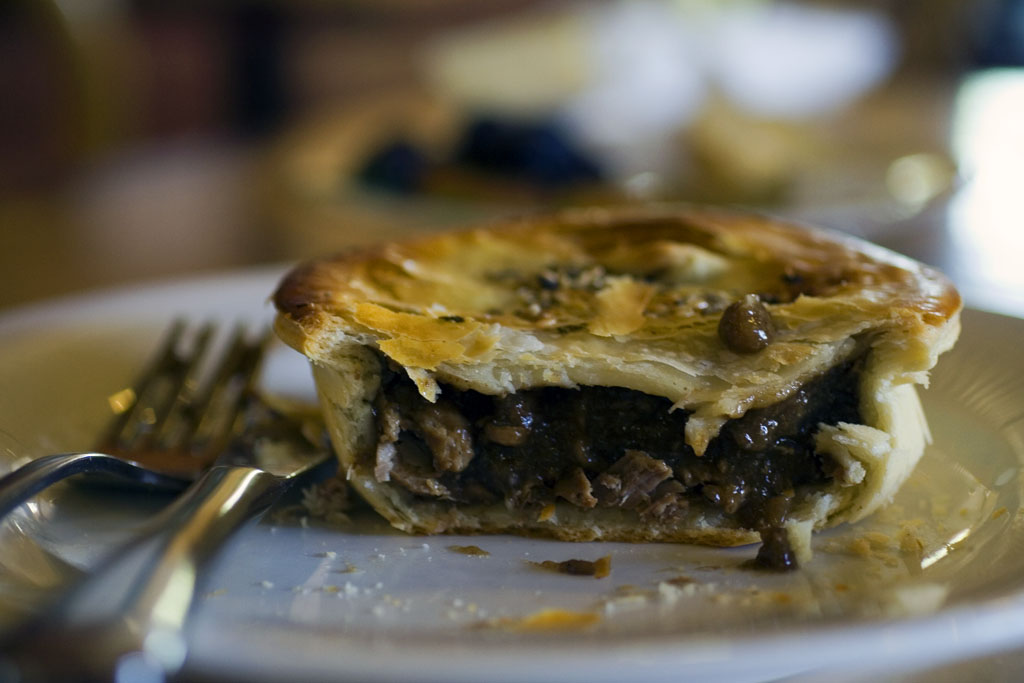
Lammfleischpastete

### Sandwich
Verschiedene Sandwiches werden in Neuseeland gegessen.
Es gibt nicht nur traditionelle Sandwiches mit Schinken, Würstchen, Käse und Salat, sondern auch Wraps. Ihre Füllung ist oft eine Mischung von europäischen und asiatischen Zutaten und Gewürzen.

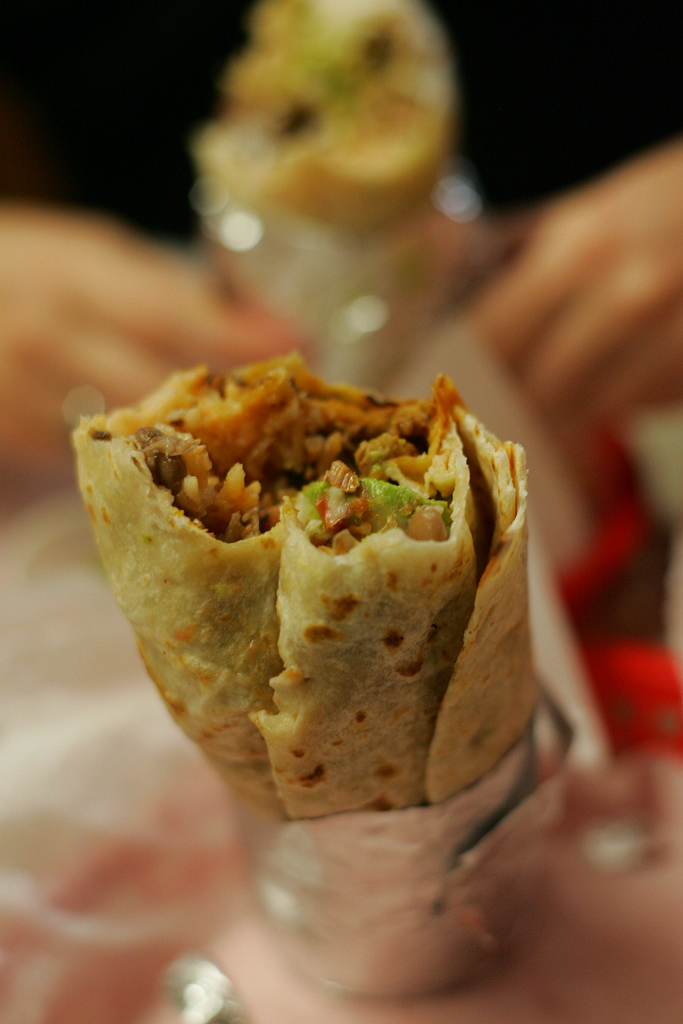
Wrap

### Salate
Es gibt gemischten Gemüsesalat aus frischem oder gegrilltem Gemüse, Reissalat, Fischsalat und Pastasalat im europäischen Stil. Auch asiatische Zutaten und Gewürze wie Reisnudeln, Tofu, Pak Choi, Ingwer, Currypulver, Wasabi und Thai Chilli Sauce werden in Salaten verarbeitet.

### Dessert
Als berühmtestes Dessert-Rezept Neuseelands gilt Pavlova, eine mit Sahne und Früchten gefüllte Baiser-Torte, die mit Kiwis, Erdbeeren und Passionsfrüchten dekoriert wird. Pavlova wird auch von Australien als Nationalgericht beansprucht.
Viele der traditionellen neuseeländische Süßwaren sind in bekannten Kochbüchern wie Edmonds Cookery Book zu finden. Zwei Beispiele von selbstgebackenen Süßwaren sind:
- ANZAC-Biscuits, Kekse aus Haferflocken, Sirup, Butter, Zucker, Mehl, Backpulver und Kokosnuss. Die Kekse wurden nach den neuseeländischen und australischen Soldaten im Ersten Weltkrieg benannt, weil sie diesen oft geschickt wurden. Anzac Biscuits enthalten keine Eier, deshalb haben sie eine lange Haltbarkeit. Aus diesem Grund waren sie dazu geeignet, weit transportiert zu werden.[11]
- Pikelets, ein neuseeländisches Eierkuchenrezept, das auch in Australien und in Schottland zu finden ist. Pikelets bestehen aus einem Teig, ähnlich dem Eierkuchenteig, werden aber dicker und kleiner gebacken.
- Hokey Pokey ist eine neuseeländische Art von Toffee, die aus Zucker, Wasser, Sirup und Backpulver besteht. Die Konsistenz von Hokey Pokey sieht hart aus, ist aber innen löchrig und weich, wie ein Schwamm. Wenn das Backpulver auf die anderen Zutaten und auf die Hitze reagiert, bekommt das Toffee diese Konsistenz.